# Репетитор (фильм)
«Репетитор» — художественный фильм, снятый в 1987 году Леонидом Нечаевым по одноимённому произведению Георгия Полонского.

## Сюжет
Должность Кати Батистовой — «ночной матрос» на спасательной станции курортного городка. Там же она знакомится с Евгением Огарышевым и его бабушкой Ксенией Львовной, некогда известной актрисой, ушедшей из кино чтобы ухаживать за пострадавшим в аварии внуком. С подачи подруги Катя пытается влюбить в себя Евгения, чтобы через Ксению Львовну пробиться в столичный артистический бомонд, однако окончательно запутывается в своих увлечениях и желаниях. Для юноши же неразрешимая проблема — как совместить интерес к Кате с презрением к уровню её запросов.

## В ролях
- Светлана Селезнёва — Катя Батистова
- Валерий Сторожик — Женя Огарышев
- Людмила Целиковская — Ксения Львовна Замятина, бабушка Жени
- Татьяна Рудина — Инка
- Вероника Изотова — Карина
- Виктор Ильичёв — Виталий
- Георгий Волчек — Боря
- Валентина Кособуцкая — Тамара, мама Кати
- Людмила Кучеренко — тетя Нина
- Светлана Турова — приятельница Ксении Львовны
- Виталий Быков — приятель Ксении Львовны
- Галина Кмит — фотограф
- Ирина Мирошниченко — камео
- Элем Климов — камео

## Съёмочная группа
- Режиссёр: Леонид Нечаев
- Сценарист: Георгий Полонский
- Оператор-постановщик: Александр Абадовский
- Композитор: Игорь Ефремов
- Звукооператор: Владимир Мушперт
- Художник-постановщик: Владимир Дементьев

## Критика
Кинокритик Александр Шпагин в статье о режиссёре Леониде Нечаеве, включённой в 2001 году в семитомное издание «Новейшая история отечественного кино», писал, что герои мелодрамы «Репетитор» показались ему ходульными, условными, и связывал это с тем, что Нечаев, умевший заставлять поверить в подлинность сказочного мира, не умел находить ключи к другим мирам.
В 2024 году культурный обозреватель газеты «Беларусь сегодня» Валентин Пепеляев в статье, посвящённой 85-летию Леонида Нечаева, охарактеризовал фильм «Репетитор» как тонкую мелодраму.